# Bearcreek
Bearcreek è una città degli Stati Uniti d'America situata nel Montana, nella Contea di Carbon.